# Cyaniris montanensis
Cyaniris montanensis är en fjärilsart som beskrevs av Barlow, Banks och Holloway 1971. Cyaniris montanensis ingår i släktet Cyaniris och familjen juvelvingar. Inga underarter finns listade i Catalogue of Life.